# Pristaulacus acutipennis
Pristaulacus acutipennis är en stekelart som beskrevs av Jean-Jacques Kieffer 1910. Pristaulacus acutipennis ingår i släktet Pristaulacus och familjen vedlarvsteklar. Inga underarter finns listade i Catalogue of Life.